# Парфюмер

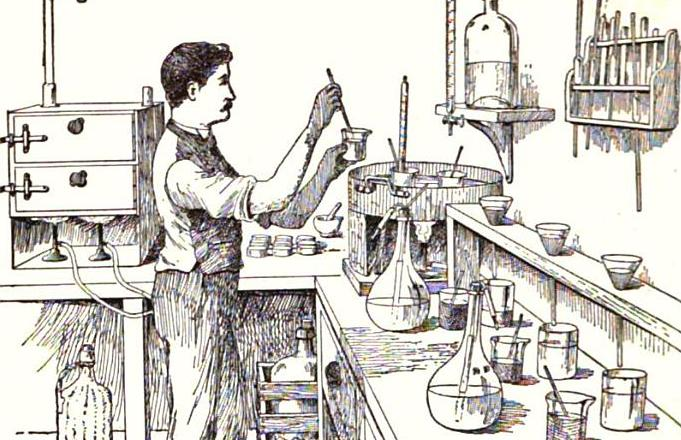
Парфюмер, иллюстрация 1910 года

Парфюме́р — человек, занимающийся составлением парфюмерных композиций, созданием идеи новых ароматов и/или продажей парфюмерии.
В каждой крупной фирме, занимающейся выпуском парфюмерии и косметики, есть свой парфюмер. Он занимается составлением парфюмерных композиций, как перспективных, так и уже отработанных в производстве. В последнем случае, парфюмер должен корректировать запах известной и пользующейся спросом продукции, чтобы её запах соответствовал избранному внутреннему стандарту предприятия, даже при условии поставок разнородного природного сырья (эфирные масла, резиноиды, экстракты).
Главный парфюмер («Нос») во многих странах является ключевой фигурой парфюмерной фирмы в процессе создания новой композиции, или при воспроизведении традиционного аромата парфюмерного изделия с помощью новых компонентов.